# Mniopetalum distinctum
Mniopetalum distinctum är en svampart som beskrevs av E. Horak 1980. Mniopetalum distinctum ingår i släktet Mniopetalum och familjen Tricholomataceae.   Inga underarter finns listade i Catalogue of Life.